# Kanton Marcoing
Kanton Marcoing (francouzsky Canton de Marcoing) je francouzský kanton v departementu Nord v regionu Nord-Pas-de-Calais. Tvoří ho 21 obcí.

## Obce kantonu
- Anneux
- Banteux
- Bantouzelle
- Boursies
- Cantaing-sur-Escaut
- Crèvecœur-sur-l'Escaut
- Doignies
- Flesquières
- Gonnelieu
- Gouzeaucourt
- Honnecourt-sur-Escaut
- Lesdain
- Marcoing
- Masnières
- Mœuvres
- Noyelles-sur-Escaut
- Ribecourt-la-Tour
- Les Rues-des-Vignes
- Rumilly-en-Cambrésis
- Villers-Guislain
- Villers-Plouich